# H.O.L.Y.
«H.O.L.Y.» (сокращение от «High on Loving You») — песня американской кантри-группы Florida Georgia Line, вышедшая 29 апреля 2016 года в качестве первого сингла с их 3-го студийного альбома Dig Your Roots (2016). Песня достигла позиции № 1 в американском хит-параде Billboard Country Songs. Авторами песни выступили Ross Copperman, Matt Jenkins, Josh Osborne.

## История
«H.O.L.Y.» достиг позиции № 1 в американском хит-параде кантри-музыки Billboard Hot Country Songs (5-й чарттоппер группы в этом основном хит-параде жанра кантри-музыки), и позиции № 14 Billboard Hot 100.
Песня оставалась 18 недель на первом месте кантри-чарта и достигла позиции № 1 в US Country Airplay, и Canada Country. Тираж превысил 1 млн копий в США к августу 2016 и к октябрю превысил 1,235,000 копий.
Песня получила положительные отзывы музыкальных критиков: Rolling Stone, Billboard.

## Музыкальное видео
Режиссёром музыкального видео выступил TK McKamy. Съёмки проходили в южной Австралии на побережье известковых скал, известном как Двенадцать апостолов в национальном парке Порт-Кэмпбелл, расположенных на так называемой Великой океанской дороге в австралийском штате Виктория, а премьера состоялась в апреле 2016.

## Чарты
| Чарт (2016)                         | Высшая позиция |
| ----------------------------------- | -------------- |
| Австралия (ARIA)                    | 94             |
| Канада (Billboard Canadian Hot 100) | 24             |
| Канада (Billboard Country)          | 1              |
| США (Billboard Hot 100)             | 14             |
| США (Billboard Adult Contemporary)  | 19             |
| США (Billboard Adult Pop Airplay)   | 21             |
| США (Billboard Country Airplay)     | 1              |
| США (Billboard Hot Country Songs)   | 1              |

| Чарт (2016)                       | Позиция |
| --------------------------------- | ------- |
| (Canadian Hot 100)                | 65      |
| US Billboard Hot 100              | 49      |
| США Country Airplay (Billboard)   | 31      |
| США Hot Country Songs (Billboard) | 1       |

## Сертификации
| Регион                                                                      | Сертификация  | Продажи   |
| --------------------------------------------------------------------------- | ------------- | --------- |
| Австралия (ARIA)                                                            | Золотой       | 35 000    |
| США (RIAA)                                                                  | 6× Платиновый | 6 000 000 |
| Данные о продажах + прослушиваниях приведены только на основе сертификации. |               |           |